# آرت کارنی
آرتور ویلیام متیو «آرت» کارنی (انگلیسی: Arthur William Matthew “Art” Carney؛ زاده ۴ نوامبر ۱۹۱۸ درگذشته ۹ نوامبر ۲۰۰۳) یک هنرپیشه اهل ایالات متحده آمریکا بود. وی بین سال‌های ۱۹۴۱ تا ۱۹۹۳ میلادی فعالیت می‌کرد.

## جوایز
- جایزه اسکار بهترین بازیگر نقش اول مرد بخاطر بازی در فیلم هری و تونتو (۱۹۷۴)
- جایزه گلدن گلوب بهترین بازیگر مرد فیلم موزیکال یا کمدی در سی و دومین دوره بخاطر بازی در فیلم هری و تونتو (۱۹۷۴)
- جایزه امی ساعات پربیننده برای بهترین بازیگر نقش مکمل مرد در مجموعه کوتاه یا فیلم تلویزیونی (۱۹۸۴)
- جایزه امی ساعات پربیننده برای بهترین بازیگر نقش مکمل مرد در مجموعه کمدی (۱۹۵۴)
- جایزه امی ساعات پربیننده برای بهترین بازیگر نقش مکمل مرد در مجموعه کمدی (۱۹۵۵)
- جایزه امی ساعات پربیننده برای بهترین بازیگر نقش مکمل مرد در مجموعه کمدی (۱۹۵۶)

## فیلم‌شناسی
- سالگرد مبارک و خداحافظ (۱۹۷۴)
- هری و تونتو (۱۹۷۴)
- استیل (۱۹۷۹)
- آفتاب‌سوختگی (۱۹۷۹)
- صورت عریان (۱۹۸۴)
- آتش‌افروز (۱۹۸۴)
- آخرین حرکت قهرمان (۱۹۹۳)